# King's Chapel (Boston)
La King's Capel es una iglesia de Boston, Massachusetts, que data de 1749. Está afiliada a la Asociación Unitaria Universalista y se define a sí misma como "unitaria en su teología, anglicana en su culto, y congregacional en su gobernancia".
La congregación de la Capilla Real fue fundada por el Gobernador Real Sir Edmund Andros en 1636 como la primera comunidad anglicana en la colonia de Nueva Inglaterra durante el reinado del rey Jacobo II de Inglaterra. El edificio original fue  construido en madera en 1688 en la esquina de las calles School y Tremont, donde permanece hoy en día. Fue edificada en un terreno destinado a enterramientos, ya que ningún bostoniano quería vender su tierra a una iglesia no calvinista.
En 1749, comenzó la construcción de la estructura actual de piedra, que fue diseñada por Peter Harrison y completada en 1754. El edificio de piedra fue construido alrededor del edificio de madera. Cuando su construcción fue completada, la estructura de madera fue desmontada y extraída a través de las ventanas de la nueva iglesia. La madera fue enviada a Nueva Escocia, donde se utilizó para construir otra iglesia anglicana.
Durante la revolución americana, la capilla estuvo abandonada y fue renombrada como la "Capilla de Piedra", evitando aludir a la monarquía. En 1782, los pocos lealistas que permanecían en Estados Unidos, reabrieron la iglesia. En 1785, el reverendo James Freeman convirtió a sus feligreses de la King's Chapel al movimiento unitario, pero seguía considerándose un episcopaliano. En su liturgia actual sigue manteniendo un estilo híbrido entre las doctrinas episcopaliana y unitaria.
La campana de la capilla, producida en Inglaterra, fue instalada en 1772. En 1814 ésta se rompió, y fue arreglada por Paul Revere. Es la campana más grande hecha por su fundición y la última que hizo Revere antes de morir.